# مشكلة الشمعة
مشكلة الشمعة أو اختبار الشمعة أو مشكلة شمعة دونكر هو اختبار أداء إدراكي لقياس تأثير الثبات الوظيفي على قدرة المشاركين في الاختبار على حل المشكلات. تم ابتكاره بوساطة عالم النفس الغشتلتي كارل دونكر، ونشر عام 1945 بعد وفاته. قدم دونكر هذا الاختبار في أطروحته حول حل المشكلات في جامعة كلارك.

## المشكلة
الاختبار يطلب من المشاركين تثبيت وإضاءة شمعة على حائط بطريقة تمنع الشمعة من التنقيط فوق المنضدة أسفلها. وعليهم فعل هذا باستخدام الأدوات التالية فقط بالإضافة للشمعة:
- علبة أعواد ثقاب
- علبة دبابيس رسم

## الحل

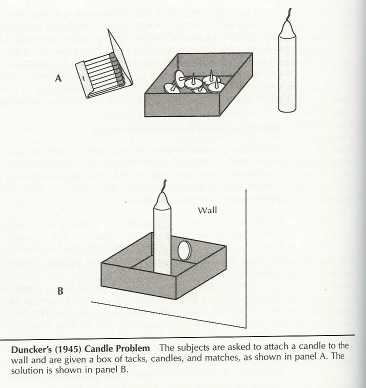

الحل هو أن تفرغ علبة دبابيس الرسم، وتستخدم الدبابيس في تثبيت العلبة على الحائط، وتضع الشمعة في العلبة وتشعلها باستخدام الثقاب.
مبدأ الثبات الوظيفي يتنبأ بأن المشاركين سوف يرون العلبة كوسيلة فقط لحفظ دبابيس الرسم ولن يلاحظوه كعنصر منفصل وظيفيا يمكن إستخدامه في حل المشكلة.

## الاستجابة
أظهر العديد من المشاركين في الاختبار حلولًا إبداعية، ولكن أقل كفاءة، لتحقيق هذا الهدف. على سبيل المثال، حاول البعض تثبيت الشمعة على الجدار دون استخدام علبة الدبابيس، وحاول آخرون صهر بعض من الشمع واستخدامه كلاصق للصق الشمعة على الجدار. ولكن لم ينجح أي من الأسلوبين.
ومع ذلك عندما تم تقديم التجربة بوضع الدبابيس بجانب العلبة (بدلا من داخلها)، تقريبا توصل جميع المشاركين للحل الأمثل، بعدما أصبح أوضح بكثير.
وقد أعطي الاختبار لعدد كبير من الناس، بما في ذلك طلاب ماجستير إدارة الأعمال في كلية كيلوج للإدارة في دراسة للتحقق من العلاقة بين المعيشة في الخارج والإبداع.